# Pyrausta zyphalis
Pyrausta zyphalis là một loài bướm đêm trong họ Crambidae.